# Manbuta anyx
Manbuta anyx là một loài bướm đêm trong họ Erebidae.